# Mount Kizaki
Mount Kizaki ist ein 1597 m hoher Berg im ostantarktischen Mac-Robertson-Land. Er ragt 6 km südwestlich des Mount Dowie in der Aramis Range der Prince Charles Mountains auf.
Luftaufnahmen der Australian National Antarctic Research Expeditions dienten seiner Kartierung. Das Antarctic Names Committee of Australia benannte ihn nach Koshiro Kizaki, Glaziologe auf der Mawson-Station im Jahr 1966, der später eine Professur für Geologie an der Universität Ryūkyū innehatte.